# Аксман, Артур
Артур Аксман (нем. Arthur Axmann; 18 февраля 1913, Хаген, Пруссия — 24 октября 1996, Берлин) — политик в нацистской Германии, руководитель немецкой молодёжной организации гитлерюгенд (1940—1945), рейхсляйтер.

## Детство и юность
Аксман, самый младший в семье из пяти детей, родился 18 февраля 1913 года в Хагене. В 1916 году семья переезжает в Берлин (район Веддинг), где его отец работал страховым агентом до своей смерти в 1918 году. В 1919 году Артур был зачислен в школу, а в 1921 году за успехи в учёбе был переведён в «продвинутый» класс (нем. Förderklasse). В 1922 году он был принят в старшую школу и получил стипендию.
В ноябре 1928 года Аксман вступил в Гитлерюгенд, после того как 14 сентября этого года узнал о нацистах из речи Геббельса. За короткое время он стал лидером гитлерюгенда района Веддинг и активным членом Национал-социалистического союза школьников (до 1931 года).

## Карьера
В 1933 году назначен руководителем общественного совета по делам молодежи рейха. После перевода руководителя гитлерюгенда Бальдура фон Шираха на должность гауляйтера Вены, 8 августа 1940 года стал новым руководителем этой организации — рейхсюгендфюрером НСДАП. При Аксмане гитлерюгенд достиг расцвета. В него входило 97 % молодёжи призывного возраста, происходила стремительная милитаризация организации. Аксман пользовался в организации гигантским авторитетом, усилившимся после потери правой руки при штурме укреплений новой границы СССР в районе Владимира-Волынского в июне 1941 года. Кавалер Германского ордена (1945), один из немногих награждённых при жизни и последний кавалер ордена.
В конце войны на фронт были брошены тысячи добровольцев из гитлерюгенда. Сам Аксман находился в бункере Гитлера практически до самого конца войны. Он сообщил подробности о самоубийстве Гитлера и Евы Браун, заявил, что видел труп Бормана.

## После войны
Был арестован в ноябре 1945 года в Баварии за организацию нацистского подполья. Прошёл процесс денацификации, осуждён в 1949 году американским судом и приговорен к трём годам тюремного заключения. После выхода на свободу проживал в Федеративной Республике Германия, занимаясь бизнесом.

## Награды
- Железный крест 1-го класса (28.04.1945)
- Железный крест 2-го класса
- Германский орден (28.04.1945)
- Крест военных заслуг 1-й степени без мечей
- Крест военных заслуг 2-й степени без мечей
- Знак за ранение в серебре
- Золотой значок Гитлерюгенд с дубовыми листьями
- Медаль За выслугу лет в НСДАП в бронзе и серебре
- Золотой партийный знак НСДАП (30.01.1939)

## Мемуары
- Artur Axmann «Das kann doch nicht das Ende sein». Hitlers letzter Reichsjugendführer erinnert sich. Koblenz: Bublies, 1995. ISBN 3-926584-33-5